# ワシントン州の都市圏の一覧

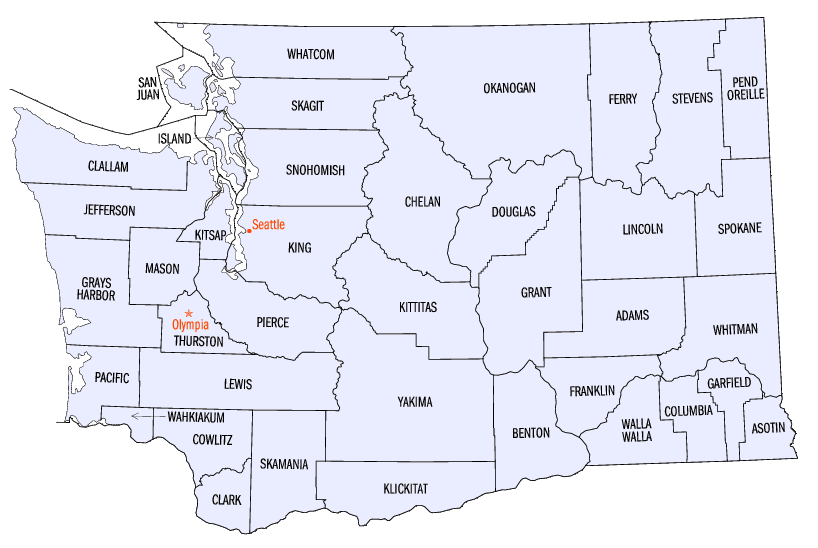
ワシントン州の39郡を示す地図

本項目はワシントン州の都市圏の一覧（ワシントンしゅうのとしけんのいちらん）である。
アメリカ合衆国国勢調査局は、ワシントン州に合同統計地域（CSA/広域都市圏）6ヶ所、大都市統計地域（MSA/都市圏）13ヶ所、および小都市統計地域（μSA/小都市圏）10ヶ所を定義している。下表には、左列より以下の情報を示す。
- 合同統計地域（定義されている場合）の名称
- 合同統計地域の人口
- コアベース統計地域（大都市統計地域および小都市統計地域）の名称
- コアベース統計地域の人口
- 各統計地域に含まれる郡の名称
- 各統計地域に含まれる郡の人口

なお、下表においては、ワシントン州と他州にまたがる合同統計地域およびコアベース統計地域については、名称と統計地域の総人口を青緑色で、ワシントン州内の人口を黒色でそれぞれ示す。また、他州のコアベース統計地域および郡については、その名称と人口を緑色でそれぞれ示す。
下表における人口の数値はすべて2020年に行われた国勢調査時のものである。また、合同統計地域、コアベース統計地域（大都市統計地域・小都市統計地域）のいずれも、2023年7月21日時点での定義に従う。
| 合同統計地域                                           | 人口              | コアベース統計地域                                     | 人口              | 郡                     | 人口      |
| ------------------------------------------------------ | ----------------- | ------------------------------------------------------ | ----------------- | ---------------------- | --------- |
| シアトル・タコマ広域都市圏                             | 4,953,421         | シアトル・タコマ・ベルビュー都市圏                     | 4,018,762         | キング郡               | 2,269,675 |
| シアトル・タコマ広域都市圏                             | 4,953,421         | シアトル・タコマ・ベルビュー都市圏                     | 4,018,762         | ピアース郡             | 921,130   |
| シアトル・タコマ広域都市圏                             | 4,953,421         | シアトル・タコマ・ベルビュー都市圏                     | 4,018,762         | スノホミッシュ郡       | 827,957   |
| シアトル・タコマ広域都市圏                             | 4,953,421         | オリンピア・レイシー・タムウォーター都市圏             | 294,793           | サーストン郡           | 294,793   |
| シアトル・タコマ広域都市圏                             | 4,953,421         | ブレマートン・シルバーデール・ポートオーチャード都市圏 | 275,611           | キトサップ郡           | 275,611   |
| シアトル・タコマ広域都市圏                             | 4,953,421         | マウントバーノン・アナコーテス都市圏                   | 129,523           | スカジット郡           | 129,523   |
| シアトル・タコマ広域都市圏                             | 4,953,421         | オークハーバー小都市圏                                 | 86,857            | アイランド郡           | 86,857    |
| シアトル・タコマ広域都市圏                             | 4,953,421         | セントラリア小都市圏                                   | 82,149            | ルイス郡               | 82,149    |
| シアトル・タコマ広域都市圏                             | 4,953,421         | シェルトン小都市圏                                     | 65,726            | メイソン郡             | 65,726    |
| ポートランド・バンクーバー・セーラム広域都市圏         | 3,280,736 626,077 | ポートランド・バンクーバー・ヒルズボロ都市圏           | 2,512,859 515,347 | オレゴン州マルトノマ郡 | 815,428   |
| ポートランド・バンクーバー・セーラム広域都市圏         | 3,280,736 626,077 | ポートランド・バンクーバー・ヒルズボロ都市圏           | 2,512,859 515,347 | オレゴン州ワシントン郡 | 600,372   |
| ポートランド・バンクーバー・セーラム広域都市圏         | 3,280,736 626,077 | ポートランド・バンクーバー・ヒルズボロ都市圏           | 2,512,859 515,347 | クラーク郡             | 503,311   |
| ポートランド・バンクーバー・セーラム広域都市圏         | 3,280,736 626,077 | ポートランド・バンクーバー・ヒルズボロ都市圏           | 2,512,859 515,347 | オレゴン州クラカマス郡 | 421,401   |
| ポートランド・バンクーバー・セーラム広域都市圏         | 3,280,736 626,077 | ポートランド・バンクーバー・ヒルズボロ都市圏           | 2,512,859 515,347 | オレゴン州ヤムヒル郡   | 107,722   |
| ポートランド・バンクーバー・セーラム広域都市圏         | 3,280,736 626,077 | ポートランド・バンクーバー・ヒルズボロ都市圏           | 2,512,859 515,347 | オレゴン州コロンビア郡 | 52,589    |
| ポートランド・バンクーバー・セーラム広域都市圏         | 3,280,736 626,077 | ポートランド・バンクーバー・ヒルズボロ都市圏           | 2,512,859 515,347 | スカマニア郡           | 12,036    |
| ポートランド・バンクーバー・セーラム広域都市圏         | 3,280,736 626,077 | セーラム都市圏                                         | 433,353           | オレゴン州マリオン郡   | 345,920   |
| ポートランド・バンクーバー・セーラム広域都市圏         | 3,280,736 626,077 | セーラム都市圏                                         | 433,353           | オレゴン州ポーク郡     | 87,433    |
| ポートランド・バンクーバー・セーラム広域都市圏         | 3,280,736 626,077 | オールバニ都市圏                                       | 128,610           | オレゴン州リン郡       | 128,610   |
| ポートランド・バンクーバー・セーラム広域都市圏         | 3,280,736 626,077 | ロングビュー・ケルソ都市圏                             | 110,730           | カウリッツ郡           | 110,730   |
| ポートランド・バンクーバー・セーラム広域都市圏         | 3,280,736 626,077 | コーバリス都市圏                                       | 95,184            | オレゴン州ベントン郡   | 95,184    |
| スポケーン・スポケーンバレー・コー・ダリーン広域都市圏 | 757,146 585,784   | スポケーン都市圏                                       | 585,784           | スポケーン郡           | 539,339   |
| スポケーン・スポケーンバレー・コー・ダリーン広域都市圏 | 757,146 585,784   | スポケーン都市圏                                       | 585,784           | スティーブンス郡       | 46,445    |
| スポケーン・スポケーンバレー・コー・ダリーン広域都市圏 | 757,146 585,784   | コー・ダリーン都市圏                                   | 171,362           | アイダホ州クートニー郡 | 171,362   |
| ケネウィック・リッチランド・ワラワラ広域都市圏         | 366,206           | ケネウィック・リッチランド都市圏                       | 303,622           | ベントン郡             | 206,873   |
| ケネウィック・リッチランド・ワラワラ広域都市圏         | 366,206           | ケネウィック・リッチランド都市圏                       | 303,622           | フランクリン郡         | 96,749    |
| ケネウィック・リッチランド・ワラワラ広域都市圏         | 366,206           | ワラワラ都市圏                                         | 62,584            | ワラワラ郡             | 62,584    |
|                                                        |                   | ヤキマ都市圏                                           | 256,728           | ヤキマ郡               | 256,728   |
|                                                        |                   | ベリンガム都市圏                                       | 226,847           | ワットコム郡           | 226,847   |
|                                                        |                   | ウェナッチー都市圏                                     | 122,012           | シェラン郡             | 79,074    |
| ダグラス郡                                             | 42,938            | ウェナッチー都市圏                                     | 122,012           |                        |           |
| モーゼスレイク・オセロ広域都市圏                       | 119,736           | モーゼスレイク小都市圏                                 | 99,123            | グラント郡             | 99,123    |
| モーゼスレイク・オセロ広域都市圏                       | 119,736           | オセロ小都市圏                                         | 20,613            | アダムズ郡             | 20,613    |
|                                                        |                   | ポートエンジェルス小都市圏                             | 77,155            | クララム郡             | 77,155    |
|                                                        |                   | アバディーン小都市圏                                   | 75,636            | グレイズハーバー郡     | 75,636    |
| プルマン・モスコー広域都市圏                           | 87,490 47,973     | プルマン小都市圏                                       | 47,973            | ウィットマン郡         | 47,973    |
| プルマン・モスコー広域都市圏                           | 87,490 47,973     | モスコー小都市圏                                       | 39,517            | アイダホ州レイタ郡     | 39,517    |
|                                                        |                   | エレンズバーグ小都市圏                                 | 44,337            | キッティタス郡         | 44,337    |
|                                                        |                   | ポートタウンセンド小都市圏                             | 32,977            | ジェファーソン郡       | 32,977    |
|                                                        |                   | ルイストン都市圏                                       | 64,375 22,285     | アイダホ州ネズパース郡 | 42,090    |
| アソティン郡                                           | 22,285            | ルイストン都市圏                                       | 64,375 22,285     |                        |           |
| （定義無し）                                           | （定義無し）      | （定義無し）                                           | （定義無し）      | オウカノガン郡         | 42,104    |
| （定義無し）                                           | （定義無し）      | （定義無し）                                           | （定義無し）      | パシフィック郡         | 23,365    |
| （定義無し）                                           | （定義無し）      | （定義無し）                                           | （定義無し）      | クリッキタト郡         | 22,735    |
| （定義無し）                                           | （定義無し）      | （定義無し）                                           | （定義無し）      | サンフアン郡           | 17,788    |
| （定義無し）                                           | （定義無し）      | （定義無し）                                           | （定義無し）      | ポンダレイ郡           | 13,401    |
| （定義無し）                                           | （定義無し）      | （定義無し）                                           | （定義無し）      | リンカーン郡           | 10,876    |
| （定義無し）                                           | （定義無し）      | （定義無し）                                           | （定義無し）      | フェリー郡             | 7,178     |
| （定義無し）                                           | （定義無し）      | （定義無し）                                           | （定義無し）      | ワカイアカム郡         | 4,422     |
| （定義無し）                                           | （定義無し）      | （定義無し）                                           | （定義無し）      | コロンビア郡           | 3,952     |
| （定義無し）                                           | （定義無し）      | （定義無し）                                           | （定義無し）      | ガーフィールド郡       | 2,286     |

## 註
1. ↑  QuickFacts. U.S. Census Bureau. 2020年.
2. ↑  OMB Bulletin No. 23-01, Revised Delineations of Metropolitan Statistical Areas, Micropolitan Statistical Areas, and Combined Statistical Areas, and Guidance on Uses of the Delineations of These Areas. Office of Management and Budget. 2023年7月21日.